# Aster Brasil Futebol Clube
Aster Brasil Futebol Clube é um clube de futebol brasileiro da cidade de Vitória, capital do  estado do Espírito Santo. Foi fundado em 5 de outubro de 2018, suas cores são o azul, preto e branco.

## História
Em 2018, nascia o Aster Brasil Futebol Clube, fundado por empresários provenientes de São Paulo para se tornar uma grande equipe formadora de atletas, sede própria dentre outros planos, junto também com a profissionalização do clube.
Com pouco tempo em solos capixabas, a equipe Asteriana consegue faturar sua primeira conquista nas categorias de base, sendo essa a Copa Espírito Santo sub-15. Com pouco tempo de fundação, o clube já consegue uma grande ascensão no futebol de base.
No ano de 2019, ainda trabalhando nas categorias de base, o Aster fazia uma parceria junto com uma empresa chinesa, onde o clube faria diversos intercâmbios entre jogadores chineses e brasileiros, dando uma largo passo para a profissionalização da equipe.
O planejamento para a criação da equipe profissional deveria ocorrer nos próximos 5 anos, mas logo no final do ano de 2020 o clube anuncia que iria participar de torneios profissionais no ano seguinte.
Em maio de 2021 são sorteados os grupos do Capixabão Série B e a equipe ficou no grupo A, junto com CTE Colatina, Forte Rio Bananal, Nova Venécia e Sport-ES. O campeonato só viria a ser disputado em julho daquele ano, onde o Aster estreou com um empate de 2 a 2 contra o CTE Colatina.

## Estatísticas

### Participações
|  | Participações em 2023 |

| Competição              | Competição          | Temporadas | Melhor campanha           | Anos      | P | R |
| Espírito Santo (estado) | Série B             | 3          | 7º colocado (2021 e 2023) | 2021-2023 | – |   |
| Espírito Santo (estado) | Copa Espírito Santo | 2          | Vice-campeão (2021)       | 2021-2022 |   |   |